# Чемпионат мира по тяжёлой атлетике 1910 (II)
В 1910 году чемпионат мира по ттяжёлой атлетике проводился дважды: в Дюссельдорфе (Германия) и Вене (Австро-Венгрия). 14-й Чемпионат мира по тяжёлой атлетике прошёл 9-10 октября в Вене.

## Общий медальный зачёт
| Место | Страна  | Золото | Серебро | Бронза | Всего |
| ----- | ------- | ------ | ------- | ------ | ----- |
| 1     | Австрия | 2      | 2       | 2      | 6     |
| всего | всего   | 2      | 2       | 2      | 6     |

## Медалисты
| Вес         | Золото                          | Серебро                 | Бронза                      |
| ----------- | ------------------------------- | ----------------------- | --------------------------- |
| До 80 кг    | Леопольд Хеннермюллер (Австрия) | Иоганн Айбель (Австрия) | Леопольд Бартазек (Австрия) |
| Свыше 80 кг | Йозеф Графф (Австрия)           | Карл Свобода (Австрия)  | Бертхольд Тандлер (Австрия) |

## Ссылка
- Статистика Международной федерации тяжёлой атлетики